# Vĩnh Phú Đông
Vĩnh Phú Đông là một xã thuộc huyện Phước Long, tỉnh Bạc Liêu, Việt Nam.

## Địa lý
Xã Vĩnh Phú Đông nằm ở phía đông bắc huyện Phước Long, có vị trí địa lý:
- Phía đông giáp xã Hưng Phú
- Phía tây giáp thị trấn Phước Long
- Phía nam giáp xã Hưng Phú và xã Vĩnh Thanh
- Phía bắc giáp huyện Hồng Dân.

Xã Vĩnh Phú Đông có diện tích 48,63 km², dân số năm 2022 là 21.846 người, mật độ dân số đạt 449 người/km².

## Hành chính
Xã Vĩnh Phú Đông được chia thành 11 ấp: Huê III, Mỹ I, Mỹ II, Mỹ IIA, Mỹ Tân, Phước IIIA, Phước IIIB, Vĩnh Lộc, Vĩnh Phú A, Vĩnh Phú B, Tường I.

## Lịch sử
Sau năm 1975, xã Vĩnh Phú Đông thuộc huyện Hồng Dân.
Ngày 20 tháng 12 năm 1975, Bộ Chính trị Đảng Cộng sản Việt Nam ban hành Nghị quyết số 19/NQ về việc điều chỉnh lại việc hợp nhất tỉnh ở miền Nam Việt Nam cho sát với tình hình thực tế, theo đó tỉnh Cà Mau và tỉnh Bạc Liêu được tiến hành hợp nhất vào ngày 1 tháng 1 năm 1976 với tên gọi ban đầu là tỉnh Cà Mau – Bạc Liêu. Khi đó, xã Vĩnh Phú Đông thuộc huyện Hồng Dân, tỉnh Cà Mau – Bạc Liêu.
Ngày 10 tháng 3 năm 1976, Ban đại diện Trung ương Đảng và Chính phủ về việc đổi tên tỉnh Cà Mau – Bạc Liêu thành tỉnh Minh Hải. Khi đó, xã Vĩnh Phú Đông thuộc huyện Hồng Dân, tỉnh Minh Hải.
Ngày 29 tháng 12 năm 1978, Hội đồng Chính phủ ban hành Quyết định số 326-CP về việc chuyển xã Vĩnh Phú Đông thuộc huyện Hồng Dân về huyện Phước Long mới thành lập quản lý.
Ngày 25 tháng 7 năm 1979, Hội đồng Bộ trưởng ban hành Quyết định số 275-CP về việc chia xã Vĩnh Phú Đông thành 4 xã: Vĩnh Phú Đông, Đông Phú, Hưng Phú và Đông Nam.
Ngày 17 tháng 5 năm 1984, Hội đồng Bộ trưởng ban hành Quyết định số 75-HĐBT về việc sáp nhập 3 xã: Vĩnh Phú Đông, Đông Phú, Đông Nam thuộc huyện Phước Long vào huyện Hồng Dân quản lý.
Ngày 9 tháng 11 năm 1990, Ban Tổ chức Chính phủ ban hành Quyết định số 483/QĐ-TCCP về việc sáp nhập xã Đông Phú và xã Đông Nam vào xã Vĩnh Phú Đông.
Ngày 6 tháng 11 năm 1996, Quốc hội ban hành Nghị quyết về việc chia tỉnh Minh Hải thành tỉnh Bạc Liêu và tỉnh Cà Mau. Khi đó, xã Vĩnh Phú Đông thuộc huyện Hồng Dân, tỉnh Bạc Liêu.
Ngày 25 tháng 9 năm 2000, Chính phủ ban hành Nghị định số 51/2000/NĐ-CP về việc chuyển xã Vĩnh Phú Đông thuộc huyện Hồng Dân về huyện Phước Long mới thành lập quản lý.